# Orthocis insularis
Orthocis insularis là một loài bọ cánh cứng trong họ Ciidae. Loài này được Waterhouse miêu tả khoa học năm 1876.